# Ivanec
Ivanec es una ciudad de Croacia en el condado de Varaždin.

## Geografía
Se encuentra a una altitud de 235 m s. n. m. a 79 km de la capital nacional, Zagreb.

## Demografía
En el censo 2011, el total de población de la ciudad fue de 13 765 habitantes, distribuidos en las siguientes localidades:
- Bedenec - 731
- Cerje Tužno - 182
- Gačice - 349
- Gečkovec  - 117
- Horvatsko - 176
- Ivanec - 5 252
- Ivanečka Željeznica - 250
- Ivanečki Vrhovec - 310
- Ivanečko Naselje  - 238
- Jerovec  - 840
- Kaniža - 287
- Knapić - 63
- Lančić - 297
- Lovrečan - 485
- Lukavec - 141
- Margečan - 386
- Osečka - 217
- Pece - 88
- Prigorec - 528
- Punikve - 447
- Radovan - 375
- Ribić Breg - 150
- Salinovec - 511
- Seljanec - 223
- Stažnjevec - 338
- Škriljevec - 242
- Vitešinec - 96
- Vuglovec - 324
- Željeznica - 122

| Gráfica de población de Ivancec 1857-2011 (localidad)               |
|                                                                     |
| Según los censos de población de la oficina estadística de Croacia. |